# ژاله‌پوش بی‌ساقه‌برگ
ژاله‌پوش بی‌ساقه‌برگ (نام علمی: Drosera sessilifolia)، گونه‌ای از سرده گیاهان گوشت‌خوار ژاله‌پوش است که بومی برزیل، گویان و ونزوئلا است و در خاک‌های ماسه‌ای یا شنی در نشت‌های فصلی رشد می‌کند که در آن لایه نازکی از آب جمع می‌شود. ژاله‌پوش بی‌ساقه‌برگ رزتی از برگ‌های گوشت‌خوار کوچک گوه‌ای شکل تا گرد تولید می‌کند که معمولاً مایل به زرد هستند اما با افزایش سن قرمزتر می‌شوند. گل‌آذین گل‌های صورتی مایل به قرمز تولید می‌کند. دارای عدد کروموزوم دیپلوئیدی ۲n = ۲۰ است.
ژاله‌پوش بی‌ساقه‌برگ اولین بار توسط آگوستین سن هیلر (Augustin Saint Hilaire) در سال ۱۸۲۴ پس از کشف آن در انتهای غربی ایالت برزیل مینا ژرایس در نزدیکی رود سائو فرانسیسکو توصیف شد. جرج بنتام (George Bentham) سپس ژاله‌پوش دنتانا (D. dentata) را از گویان توصیف کرد که لودویگ دیلز (Ludwig Diels) آن را به مترادف با ژاله‌پوش بی‌ساقه‌برگ در تک‌نگاشت خود در سال ۱۹۰۶ در مورد ژاله‌پوشان تقلیل داد. این گونه نزدیک به ژاله‌پوش بورمانی تنها گونه دیگر در زیرسرده دلوکالیکس است، اگرچه ژاله‌پوش بورمانی بومی استرالیا و آسیای جنوب شرقی است.